# Princess Resurrection
Princess Resurrection (怪物王女 Kaibutsu Oujo, bogst. Monster Prinsesse) er en japansk mangaserie skrevet og tegnet af Yasunori Mitsunaga mellem juli 2005 og februar 2013. Serien gik i magasinet Shounen Sirius og er sideløbende samlet i 20 bind af forlaget Kodansha. I 2007 lavede Madhouse desuden en animeserie i 26 afsnit baseret på mangaen, og der er i 2010-2011 lavet yderligere tre OVA-afsnit. Ingen af delene er udsendt på dansk, men de syv første mangabind er oversat til engelsk, og animeserien er udsendt på dvd med engelske undertekster i USA.
Serien er trods flere morsomme indslag en overnaturlig blodig serie med flere kapitler hhv. afsnit af horrorkarakter, og navnlig mangaserien må betegnes som uegnet for børn.

## Plot
That is not dead

which can eternal lie,

and with strange eons

even death may die.

(Prolog i indledningen af mangabindene og animeafsnittene. Digt stammende fra Cthulhu-mytologien af H.P. Lovecraft, der tilskrev det den fiktive bog Necronomicon.)
Drengen Hiro kommer til byen for at møde sin søster Sawawa, der har fået job som tjenestepige i et herskabshus. Men huset er aflåst, og da Hiro går gennem byen, bliver han ramt af en bil. Men lige før han dør, ser han en smuk ung kvinde, der om aftenen i hospitalets lighus drypper blod fra sine fingre på ham. Senere på aftenen vågner han forvirret op. Han opsøger atter herskabshuset, hvor han ser kvinden og hendes lille tjenestepige Flandre i kamp mod en varulv og et ulvekobbel. Hiro kaster sig ind i kampen og bliver dræbt for anden gang den dag men atter reddet af kvinden.
Kvinden er husets ejer, kalder sig selv Hime (japansk for prinsesse) og er datter af kongen af alle monstre. Med dråber af sit blod (i animeserien erstattet af en livsflamme) har hun gjort Hiro semiudødelig med den følge, at han nu kan overleve blodige ulykker og kampe, der ville koste normale mennesker livet. Men der er en pris: med få dages mellemrum skal han have dråber af Himes blod, for ellers dør han. Ydermere er han nu Himes tjener på godt og navnlig ondt.
Det onde kommer dog ikke fra Hime men fra hendes søskende, der er i blodig krig om tronen. Og selv om Hime ikke er interesseret i den, sender de alligevel jævnligt alverdens overnaturlige væsener mod hende. Væsener hun med et smil på læben møder i blodig kamp sammen med Flandre, Hiro, halvvarulven Riza og vampyren Reiri.

## Figurer

### Hovedpersoner
- Hime (姫, Hime) er seriens titelperson og den anden prinsesse i kongefamilie som datter af kongen af alle monstre. Hendes rigtige navn er Liliane, men hun bryder sig ikke om folk, der kalder hende det, ligesom hun heller ikke vil tiltales frøken. Hun er en ung aristokratisk kvinde og går klædt i gotisk tøj. Hendes lange blonde hår prydes altid af en tiara. Hendes personlighed kan være arrogant men oftere morbid legesyg, selvom hun ikke holder sig tilbage for at redde sine tjenestefolk. 
Hendes søskende er i blodig krig om tronen, og selv om hun har afsondret sig, bliver hun jævnligt angrebet af deres overnaturlige væsener. Men uanset om de er usynlige mænd, varulve eller menneskeædende planter, så møder hun dem med et djævelsk smil på læben og bekæmper dem med alt fra en motorsav over sværd og trykluftbor til ildspåsættelse og sprængstoffer. Ja hendes arsenal synes nærmest uden grænser, og et karakteristika for serien er da også, at hun gør brug af et nyt type våben i noget nær hvert eneste kapitel hhv. afsnit. Derimod har hun ingen særlige personlige kræfter udover det kongelige blå blod, der imidlertid til gengæld både holder Hiro i live og redder hende selv fra vampyrbid.

- Hiro Hiyorimi (日和見日郎, Hiyorimi Hiro) er drengen, der ufrivilligt bliver Himes tjener og afhængig af hende, som beskrevet ovenfor. Indledningsvis bryder han sig ikke om situationen, men efterhånden erkender han, at han er nødt til at tjene Hime for at overleve. Han er hverken særlig stærk eller hurtig, men når det gælder, viser han mandsmod (eller dumdristighed?) hjulpet af sin semiudødelighed. Indledningsvis resulterer det mest i funktion som levende skjold eller distraktion, men efterhånden bliver han mere effektiv. I mangaen får det en særlig karakter, for når han fornemmer at Hime er i fare, bliver han kridhvid og kæmper skånselsløst nærmest i en trancetilstand. Og skønt hans kræfter ikke er uendelige, må både omvandrende mumier, formskiftende insekter og lavklassevampyrer sande, at han er livsfarlig med en økse.

- Flandre (フランドル, Furandoru) er en androide med udseende som en lille tjenestepige. Trods sin lidenhed vejer hun flere tons og er utrolig stærk. Det koster meget i strøm at oplade hende, men i kamp er hun til gengæld noget nær uovervindelig hjulpet af evner til både at se usynlige fjender og køre lastbil. 
Flandre har en række søskendeandroider, der tilhører hver deres prins eller prinsesse. Fælles for dem er foruden deres høje vægt og utrolige styrke, at deres ordforråd er begrænset til ordet "Fuga" ("Hooba" i den engelske oversættelse), der til gengæld kan betyde alt muligt. Royale som Hime har ingen problemer med at forstå hvad de mener, men for de fleste andre er det umiddelbart volapyk. Hiro, Riza og Fluemanden synes imidlertid i stand til at lære det.

- Sawawa Hiyorimi (日和見紗和々, Sawawa Hiyorimi) er Hiros søster og Himes tjenestepige og dygtig som sådan. Hun er det eneste normale menneske i huset og synes næppe klar over hvilken verden af monstre og overnaturlige ting, hun befinder sig midt i. I animeserien er hun en flittig gæst på den lokale cafe, hvor både ejeren og flere andre gæster har et godt øje til hende, hvilket hun imidlertid ikke synes at ænse.

- Riza Wildman (リザ・ワイルドマン, Riza Wairudoman) er halv pige, halv varulv. Hendes storebror Lobo blev dræbt af Hime i begyndelsen af serien, og hun ønsker derfor indledningsvis at dræbe Hime. Men Hime overbeviser hende om, at Lobo blev tvunget af en af de andre tronarvinger. Efterfølgende bliver hun reelt indlemmet i Himes husstand og involveret i kampene både med og mod sin vilje. Hun vil stadig den skyldige til livs men fokuserer ellers mere på de nære ting så som sin motorcykel og Hiro. Hun er ikke så stærk som en rigtig varulv men dog betydeligt stærkere end både mennesker og mange monstre.

- Reiri Kamura (嘉村令裡, Kamura Reiri) er en vampyr men også en af pigerne på Hiros skole, hvor hun nærmest har idolstatus. Hun har langt sort hår og går altid i mørkt sailor fuku. Hun prøver at få fat i Himes blod, men det mislykkes og efterhånden bedres deres forhold. Siger selv at hun observerer Himes kampe men involverer sig alligevel ofte både med advarsler og i deciderede kamphandlinger. Elsker at drille Riza og omtaler hende jævnligt som hund. Udviser ved flere lejligheder nær interesse for Hiro til skolekammeraternes frustration.

- Sherwood (シャーウッド, Shaauddo) er Himes lillesøster og den tredje prinsesse i kongefamilien. Hun ligner Hime men er noget mindre og betydelig mere irriterende. Hun forsøgte indledningsvis forgæves at dræbe Hime med en menneskeædende plante men kom senere på andre tanker. Hun danner følgende en alliance med Hime, hvilket hurtigt viser sig nyttigt, da begge jævnligt er under angreb, og hjælp derfor ofte er kærkomment. Hun har et godt øje til Hiro og ønsker ham som tjener, skønt denne helst er fri for hendes påtrængenhed. Hun går meget op i kongefamiliens opgave med at undersøge mystiske steder og skabninger men bringer derved jævnligt både sig selv og andre i fare.

- Francesca (フランシスカ, Furanshisuka) er Sherwoods androide og søstermaskine til Flandre. Hun har dog voksenstørrelse og indprogrammeret kampevner, men hendes ordforråd er lige så begrænset som Flandres. Hun adlyder Sherwood uden spørgsmål.

- Ryuu Ryuu (劉劉, Ryuu Ryuu) er en kæmpepanda, der bliver Sherwoods blodskriger. Han og hans svorne brødre, Kan Kan og Chou Chou, sætter stor pris på Hiro – lidt for stor for denne.

### De kongelige søskende
- Emile (エミール, Emiiru) er en af Himes brødre og en elegant ung herre. Han og Hime er fødte fjender, men de respekterer hinanden og angriber ikke hverandre i utide. En af de mere rolige personer, om end hans telekinetiske evner trods kort rækkevidde er imponerende.
  - Flanders (フランダース, Furandaasu) er Emiles kæmpeandroide, som han bruger som transportmiddel. Siger ligesom Flandre kun "fuga".
  - Keziah Bold (キザイア・ボルド, Kizaia Borudo) er en cigarrygende varulv, der tjener Emile selv om han ikke altid kan se logikken i dennes ordrer. Han var krigskammerat med Rizas far.
  - Havfruen (人魚, Ningyo), hvis rigtige navn er ukendt, var fanget på et spøgelsesskib, hvor hendes fløjtemusik lød som SOS-signaler for andre skibe og derved lokkede dem i fare. Tingene udvikler sig imidlertid, og hun ender som Emiles blodskriger.
  - Sledge (スレッジ, Surejji) er Emiles anden kriger. Han er en mand med vinger, der lyder Emiles ordrer ubetinget, hvilket har det med at give ham konflikter med Keziah.

- Severin (セブラン, Seburan) er også Himes bror. En ubehagelig lusket herre med tvivlsomme metoder så som at gøre sine faldne fjender til blodskrigere og forvandle en hel by til zombier, hvilket ellers er forbudt.
  - Franz (フランツ, Furantsu) er Severins butlerandroide, der ligesom Flandre kun siger "fuga".

- Sylvia (シルヴィア, Shiruvia) er den første prinsesse. Hun er til at begynde med fange hos Kiniski, der ikke alene har lænket og kneblet hende men også installeret en "vandhane" i hendes skulder, så han kan tappe hendes blod, når han lyster. Efter at være blevet befriet er hun atter inde i kampen om tronen. Og selvom hun mest holder sig på sikker afstand, er det tydeligt, at hun står bag en række angreb mod Hime.
  - Francette (フランセット, Furansetto) er Sylvias androide men trods dette indledningsvis ikke hos hende. Hun møder først op kvæstet hos Hime, hvor hun får sin mistede underarm erstattet af et kæmpe bor. Siden opholder hun sig hos Fluemanden, som hun skal lære fuga-sproget, før de begge slutter sig til Sylvia.
  - Mikasa (ミカサ, Mikasa) er en stille ung pige og Severins blodskriger. Hun har fået et parasitisk biologisk våben implanteret i sig af Fluemanden og kan skyde ekstra fangarme ud af skuldrene. Efter Severins fald går hun i Sylvias tjeneste om end det tydeligvis mere er af nød end af lyst.
  - Hatsuse er Misakas lillesøster, som sidder i kørestol. Fluemanden tilbyder flere gange at "kurere" hende, men de ønsker ikke hans form for "udvikling".
  - Fluemanden (蠅男 ,hae otoko) er en menneskelignende flue og videnskabsmand med tvivlsomme forretningsmetoder. Således kidnapper han Hime for at afpresse hende til at købe sine skabninger. En overgang arbejder han for Severin, men efter dennes fald går han i Sylvias tjeneste.

- Gilliam (ギリヤム, Giriyamu) er endnu en af Himes brødre. Han ser Emile som sin primære fjende og vil bruge både brutale midler og besynderlige blodskrigere for at nå sine mål. Derimod har han ikke noget ønske om at kæmpe mod Hime, men forskellige hændelser betyder, at de alligevel kommer til at mødes flere gange.
  - Fratelus (フラテリス, Furaterisu) er Gilliams velvoksne androide, der ligesom de andre kun siger "fuga".

### Andre fjender
- Zeppeli (ツェペリ, Tseperi) er en vampyr med det lokale hospital som base. Fra sikker afstand sender han monstre og andre marionetter mod Hime og Sherwood. Hans planer mislykkes konstant i sidste ende, men han insisterer alligevel konstant på, at der er finere aspekter i dem.
- Housei Sanagida (蛹田方正, Sanagida Housei) er en gal hospitalsdirektør og en af Zeppelis marionetter.
- Kiniski (キニスキー, Kinisukii) er en vampyr, der kun optræder i mangaen. Kendt som "varulvedræberen Kiniski" men går heller ikke af vejen for mordforsøg på Zeppeli og kidnapning af Hiro. Hans drikken af den fangne Sylvias blod gør ham til blodskriger, men det koster ham livet, efter at Sylvia bliver befriet, og han ikke kan få nyt hos Hime.
- Dracul (ドラクル, Dorakuru) er en vampyr, der optræder i animeen i stedet for Kiniski. Søger også efter Himes blod, men da bl.a. Reiri kommer på tværs, vil han gøre det af med hende.

### Andre
- Lobo Wildman er Rizas bror, som Hime dræbte i første kapitel hhv. afsnit, efter at han var blevet tvunget til at angribe Hime. En ærefuld kriger som Riza ønsker at hævne. Desværre for hende kan hun bare ikke få at vide hvem, der tvang ham.
- Havmændene er en gruppe, der holder til ved Himes søresidens. Angreb hende for at hun skulle gøre dem udødelige, men da de blev klar over, at det kun virkede på døde, og de ikke ville dræbe en af deres egne for at opnå det, skiftede de til underdanighed.
- Posei Don (ポセイ・どん, Posei Don) er en havmand, der imidlertid er mange gange større end både mennesker og sine artsfæller. Bliver fældet af Riza og dræbt i mangaen men i animeen overlever han og bliver forelsket i hende.
- Cafeejeren er indehaver af den cafe, Sawawa flittigt frekventerer. Optræder kun i forbifarten i mangaen men i animeen er han med ved flere lejligheder. Er ligesom flere af sine gæster åbenlyst forelsket i Sawawa der imidlertid ikke synes at ænse det.
- Nozomi Kobuchizawa (小淵沢望, Kobuchizawa Nozomi) kaldet Buchi er en af Hiros klassekammerater. Han mistænker indledningsvis Reiri for at være vampyr men sandheden og Reiris fjender viser sig være en lidt for stor mundfuld for ham. I animeserien forsøger han sammen med kammeraterne Yoshida (吉田, Yoshida) og Murayama (村山, Murayama) at vinde indpas hos Hime. I mangaen bliver han involveret med Sherwood, da de har en fælles interesse i mystiske steder og hændelser.

## Manga
Mangaserien startede i månedsmagasinet Shounen Sirius i juli 2005, hvor den gik indtil april 2013-nummeret, der udkom 26. februar 2013. Serien er sideløbende blevet samlet i 20 bind af forlaget Kodansha, der udgav det sidste 9. april 2013.
De 7 første bind er oversat til engelsk af forlaget Del Ray i perioden 2007-2009. Egmont Manga & Anime begyndte at oversætte serien til tysk i 2010 og var pr. juli 2013 kommet til bind 19.
| Bind Kapitler | Udgivet i Japan   | Japansk ISBN                                                     |
| --- | ----------------- | ---------------------------------------------------------------- |
| 1 | 23. januar 2006   | ISBN 4-06-373010-7                                               |
| 1. Princess Resurrection - Hiro dør, da han rammes af en bil. Men Hime genopliver ham og gør ham semiudødelig. 2. Princess Destruction - En usynlig mand invaderer huset, men Hime svarer igen med en motorsav. 3. Princess Rampage - Riza kommer for at hævne sin bror, som Hime dræbte i første kapitel. 4. Princess Lightning - Hiro kommer på hospitalet, der er i en gal vampyrbidt direktørs vold. 5. Princess Negotiation - En tur til Himes sommerhus bliver farlig, da havmænd angriber i jagten på udødelighed. |                   |                                                                  |
| 2 | 23. maj 2006      | ISBN 4-06-373025-5                                               |
| 6. Princess Alliance - Sherwood tilbyder en alliance som et påskud for at plante en triffid. 7. Princess Blood - Reiri gør Hiro til lavklassevampyr i jagten på Himes blod. 8. Princess Carnage - Tre varulve angriber. De er semiudødelige, men det stopper ikke Riza og Hime. 9. Princess Recollections - Flandre møder den tilsyneladende venlige androide Ciel, der trænger til reparation. 10. Panic Room Princess - Et uvejr tvinger til overnatning i et motel, hvor et indvoldsædende monster er på spil. |                   |                                                                  |
| 3 | 22. december 2006 | ISBN 4-06-373048-4                                               |
| 11. Princess Attrition - Faraos mumiehær angriber. Men Hime falder i søvn, så Hiro, Riza og Flandre må bekæmpe dem alene. 12. Princess Dead Run - Riza kører om kap med en hovedløs rytter. Men hvor er hans hoved? 13. Princess Monochrome - Sherwood flytter til sit nye hjem og opsøges af både en panda og af edderkoppeflagermus. 14. Princess Ocean - Hiro, Hime og Riza ender på et spøgelsesskib sammen med varulven Keziah Bold og en havfrue. |                   |                                                                  |
| 4 | 6. april 2007     | ISBN 978-4-06-373068-5                                           |
| 15. Princess Connection - Duke Kiniski kidnapper Hiro. Riza og Reiri må sammenlænkede samarbejde om at redde ham. 16. Princess Sacrifice - Hime og Hiro strander i en spøgelsesagtig landsby og bliver trukket ned i dens morderiske fortid. 17. Princess Banishment - Hiros klassekammerat har fundet ud af, at Reiri er vampyr. De opsøger hende, netop som lavklassevampyrer angriber. 18. Princess Underground - Fluemanden kidnapper Hime for at afpresse hende. Men Hime er sikker på, at Hiro nok skal nå frem i tide. 19. Princess Coma - Hime, Hiro, Riza og Reiri bliver fanget i et fælles mareridt. Kan Flandre og Sherwood få dem ud i tide? |                   |                                                                  |
| 5 | 23. august 2007   | ISBN 978-4-06-373079-1                                           |
| 20. Night of the Princess - Fluemanden tipper Hime om hvor, Severin gemmer sig. Hun og de andre tager af sted til det, der meget vel kan være en fælde. 21. Dawn of the Princess - Severin har forvandlet næsten en hel by til zombier. Hime og de andre søger tilflugt hos nogle få raske, der har forskanset sig. 22. Day of the Princess - Zombierne trænger ind på de forskansede, og ydermere sender Severin Mikasa ind. Hime har plan, der kan hjælpe dem ud, men den kræver et offer. 23. Princess Duel - Hime bliver anklaget for Severins forbrydelser. Men retssagen bliver afbrudt, da Hime vil afgøre sagen med en duel. Men hvem er bedst: den spotske Severin eller den altid ligevægtige Hime? |                   |                                                                  |
| 6 | 21. december 2007 | ISBN 978-4-06-373096-8                                           |
| 24. Princess Prisoner - Før retssagen i kapitel 23 er Hime, Hiro og Riza i fængsel. Hiro får en flink cellekammerat, mens Riza kommer i kamp mod de lokale varulve- og vampyrledere. 25. Princess the Lost World - Sherwood, Francesca, Ryuu Ryuu, Hiro og Buchi tager på ekspedition efter tohovede kæmpeslanger. 26. Princess Dense Fog - Forvirringen breder sig i palæet, da det opsøges først af en Hime-dobbeltgænger og dernæst af en hær af Riza- og Reiri-kloner. 27. Princess Collision - Hime, Hiro, Riza og Reiri er ude at køre, da de bliver angrebet af et spøgelse i en lastbil. Har det forbindelse til spøgelsesskibet? |                   |                                                                  |
| 7 | 23. maj 2008      | ISBN 978-4-06-373118-7                                           |
| 28. Princess Curse - Hime er svækket, og hun plages af minder om en melodi, hun engang skrev specielt for sin storesøster Sylvia. 29. Princess Melody - Kiniski står bag Himes plager, og mens Riza, Hiro og Flandre kæmper mod hans lavklassevampyrer, kæmper hun selv ved flygelet. 30. Princess Occult Research - Myter hævder at uhyggelige ting sker på skolen om natten, og da Buchi og Hiro vil undersøge det, forsvinder de sporløst. 31. Princess Millennia - Huset ved søbreden angribes af yetier, der burde være uddøde - eller er Hime og de andre ført tilbage i tiden? 32. Princess Behemoth - Professoren, der skabte androiderne, har tilkaldt Severins gruppe, da et Godzilla-lignende monster er på vej. |                   |                                                                  |
| 8 | 21. november 2008 | ISBN 978-4-06-373143-9                                           |
| 33. Princess Erebus - Efter en ulykke befinder Hime sig i en korridor, hvor en guide angiveligt vil føre hende til de døde. Men hun er skeptisk. 34. Princess Night Duty - Hiro og Riza arresteres og føres til en politistation, der plages af forsvindinger og angribes af mystiske væsener hvert 23. år. 35. Princess Encounter - Hime, Sherwood, Keziah m.fl. er også kommet til politistationen, men måske kommer ikke alle bare for at undersøge sagen. 36. Princess Secret Room - Rummene i palæet bliver byttet rundt på ulogisk og skiftende vis. Måske Sylvia har en finger med i spillet. 37. Princess Burning Sand - Et kæmpe monster er set i ørkenen. Sherwood, Francesca, Hiro og Buchi tager ud til de lokale sandmænd for at undersøge det. |                   |                                                                  |
| 9 | 22. maj 2009      | ISBN 978-4-06-373173-6                                           |
| 38. Princess Express - Hiro og Buchi stiger på et spøgelsestog, der har Prins Emil og hans folk som passagerer og forfølges af Prins Gilliam. 39. Princess Super Express - Gilliam vil ødelægge Flanders, der er med spøgelsestoget, med sin kæmpe kanon. Men også Hime er nu med på spøgelsestoget, og det komplicerer sagerne for de ikke-royale. 40. Princess Decisive Battle - Gilliam sender et monster ind i toget og møder selv Hime og Reiri på taget af det. 41. Princess Hot Springs - Hime, Hiro og Riza besøger en varm kilde, som ingen får lov at forlade i live. 42. Princess Recurrence - Professoren sender Hiro fire år tilbage i tiden, hvor han som et spøgelse må redde den yngre Hime fra et attentat. |                   |                                                                  |
| 10 | 20. november 2009 | ISBN 978-4-06-373194-1 ISBN 978-4-06-362153-2 (med cd)           |
| 43. Princess Graveyard - Lig står op af deres grave på kirkegården, inklusive hospitalsdirektøren og Rizas bror. Har Sylvia en finger med i spillet? 44. Princess Corpses - Det er trioxin i sprinklerne på kirkegården, der vækker de døde. Mens Flandre og Riza gør noget ved det, går Hime og Hiro efter bagmændene. 45. Princess Bringing - Riza kæmper mod en genopstået kongelig og hans androide, mens Sylvia driller Hime med et spil dart og tvivlsom lovning på at afsløre sin plan. 46. Princess Complication - Den genopståede viser sig at være Salieri og androiden Franzel. Samtidig blander endnu en prins, Duken, sig med en modgift. Mens krypten gemmer på endnu en kortvarigt genoplivet kongelig og en del af baggrunden for de royale kampe. 47. Princess Deserted House - Hiro får en mobiltelefon og et prompte opkald fra Hime - ni år ude i fremtiden. Noget vil ske om tre dage og til den tid og må afværgres. Udsendt både i en almindelig udgave og en udgave med vedlagt hørespil-cd med titlen Princess Deserted House (廃屋王女, Haioku Oujo). |                   |                                                                  |
| 11 | 21. marts 2010    | ISBN 978-4-06-376207-5                                           |
| 48. Princess Secret Room 2 49. Princess Captive 50. Princess Occult Research 2 51. Princess Meandering |                   |                                                                  |
| 12 | 9. juli 2010      | ISBN 978-4-06-376223-5                                           |
| 52. Princess Anaconda 53. Princess Swirl 54. Princess Bizarreness 55. Princess Deserted House 2 |                   |                                                                  |
| 13 | 9. december 2010  | ISBN 978-4-06-376245-7 ISBN 978-4-06-358325-0 (med dvd)          |
| 56. Princess Destiny 57. Princess Seabed 58. Princess Ignition 59. Princess Evocation Udsendt både i en almindelig udgave og en eksklusiv udgave med vedlagt dvd med ova-afsnittet Princess Darkness. |                   |                                                                  |
| 14 | 9. marts 2011     | ISBN 978-4-06-376258-7 ISBN 978-4-06-358342-7 (med dvd)          |
| 60. Princess Apocalypse 61. Princess Yozakura 62. Princess Detective 63. Princess Heavy Rotation Udsendt både i en almindelig udgave og en eksklusiv udgave med vedlagt dvd med ova-afsnittet Princess Express. |                   |                                                                  |
| 15 | 9. juni 2011      | ISBN 978-4-06-376270-9                                           |
| 64. Princess Abyss 65. Princess Flying Saucer 66. Princess Someone Else 67. Princess Invasion |                   |                                                                  |
| 16 | 6. oktober 2011   | ISBN 978-4-06-376299-0 ISBN 978-4-06-358356-4 (med dvd)          |
| 68. Princess Mixture 69. Princess Appearance 70. Princess Conference 71. Princess Vicissitude Udsendt både i en almindelig udgave og en eksklusiv udgave med vedlagt dvd med ova-afsnittet Princess Island. |                   |                                                                  |
| 17 | 9. februar 2012   | ISBN 978-4-06-376319-5                                           |
| 72. Princess Ghost Story 73. Princess Human Hunting 74. Princess Capture 75. Princess Planet |                   |                                                                  |
| 18 | 8. juni 2012      | ISBN 978-4-06-376345-4                                           |
| 76. Princess Sea of Corruption 77. Princess Genesis 78. New Theory - Princess Occult Research 79. Princess Ruling |                   |                                                                  |
| 19 | 9. november 2012  | ISBN 978-4-06-376365-2                                           |
| 80. Princess Incandescence 81. Princess The Road Warrior 82. Princess Beyond Thunderdome 83. Princess The Sacred Fire |                   |                                                                  |
| 20 | 9. april 2013     | ISBN 978-4-06-376391-1 ISBN 978-4-06-362248-5 (med mini-artbook) |
| 84. Princess Sea Side 85. Princess Summons 86. Princess Princess 87. Princess Resurrection Udsendt både i en almindelig udgave og en eksklusiv udgave med mini-artbook. |                   |                                                                  |

## Anime
En animeserie baseret på de fem første mangabind blev produceret af Madhouse og udsendt første gang 13. april 2007 – 28. september 2007. Serien er på 24 afsnit og to ekstraafsnit, hvoraf det sidste udsendtes direkte på dvd. Serien som helhed er udgivet fordelt på 9 dvd i Japan med to afsnit på den første og tre på hver af de andre. Serien er desuden udsendt på dvd i USA flere gange. Første gang i 2009 fordelt på to dvd-sæt, anden gang i 2010 som et bokssæt og tredje gang i 2012, også som bokssæt. De amerikanske udgivelser er til region 1 med japansk tale og engelske undertekster, i det 2012-udgaven dog også har engelsk tale.
Animeen adskiller sig på nogle punkter fra mangaen. Mest markant er det, at det kongelige blod, der i mangaen holder Hiro m.fl. i live, i animeen er erstattet af en livsflamme, hvilket reducerer blodsudgydelserne betydeligt. En anden ændring er indledningen. Hvor Hiro i mangaen bliver dræbt af en bil, bliver han i animeen dræbt af faldende metalbjælker. Endelig er der flyttet rundt på rækkefølgen af flere afsnit i forhold til de tilgrundliggende mangakapitler (1-17 og 19-23) samtidig med at der er tilføjet nogle nye historier.

### Musik
- Åbningssang: "BLOOD QUEEN" af Aki Misato.
- Slutsang: "Hizamazuite ashi wo oname" (跪いて足をお嘗め)" af Ali Project

### Stemmer
- Ayako Kawasumi – Hime
- Fuyuka Oura – Hiro Hiyorimi
- Ai Shimizu – Sherwood
- Mamiko Noto – Reiri Kamura
- Rika Morinaga – Francesca
- Shiho Kawaragi – Flandre
- Yuko Kaida – Riza Wildman
- Yuko Minaguchi – Sawawa Hiyorimi
- Kenyuu Horiuchi – Zeppeli
- Tokuyoshi Kawashima – Housei Sanagida
- Yuya Uchida – Emile
- Hiroaki Hirata – Severin
- Eiji Takemoto – Lobo Wildman
- Cho – Havmændenes leder
- Shigenori Souya – Posei Don
- Akio Katou – Cafeejer og Ryuu Ryuu
- Houchuu Ootsuka – Dracul

## OVA-dvd
Tre år efter udsendelse af animeserien annoncerede Kodansha i juni 2010, at bind 13, der blev udgivet 9. december 2010, ville blive udsendt i en eksklusiv udgave med en vedlagt dvd med et nyanimeret 25 minutters OVA-afsnit med nye stemmer. Afsnittet, Princess Darkness, indledes med uddrag af historien fra det første kapitel af mangaen og vel at mærke lige så bloddryppende som denne. Derefter fortsættes med en historie, der foregår på en noget senere tidspunkt efter animeseriens afslutning, om et angreb på palæet af en gruppe såkaldte sande mørkegængere.
Også bind 14, der udkom 9. marts 2011, blev udsendt i eksklusiv udgave med vedlagt dvd med et nyanimeret ova-afsnit, Princess Express, denne gang baseret på kapitel 38-40 i mangaens bind 9. Med bind 14 kom også meddelelsen om, at der var givet grønt lys for en tredje animeudgivelse. Denne blev på samme måde som forgængerne udsendt i form af ova-afsnittet Princess Island på en dvd vedlagt en eksklusiv udgave af bind 16, der udkom 6. oktober 2011.

### Stemmer
- Miyu Irino – Hiro Hiyorimi
- Saori Hayami – Hime
- Ai Kayano – Sawawa Hiyorimi
- Aki Toyosaki – Reiri Kamura
- Akira Ishida – Emile
- Eri Kitamura – Riza Wildman
- Jouji Nakata – Gilliam
- Yuka Iguchi – Flandre
- Yuka Iguchi – Flanders og Fratellis

## Princess Resurrection Spin-off
Som en lille bonus er der bag i mangabindene korte historier med djævlepigen Kereberotta, der jagter faldne engle.
Som en inside-joke optræder den i animeen i afsnit 22 "Princess Carnage" i form af et videospil, Hiro og Riza spiller, og i ekstraafsnittet "Princess Delinquent" som en tegnefilmserie, Flandre er vild med. På OVA-dvd'erne er der korte afsnit med Kereberotte som bonus efter de egentlige afsnit.

## Cd'er
I 2007 udsendte Lantis Record en hørespil-cd med titlen Monster Princess Drama CD Wandering Princess (怪物王女 ドラマCD 放浪王女 Kaibutsu Oujo Dorama CD Hourou Oujo).
Muldvarpen Mo Gura (モ・グラ, Mo Gura) har med 500.000 artsfællers hjælp bygget en undergrundsbane med tilhørende sightseeingtog, Mogura Express. Mo Gura giver Hime og følge en gratis tur, men han har i virkeligheden i sinde at dræbe hende.
| Titel | Udgivet           | Kodenr.   | Type        | Indhold og bemærkninger                    |
| --- | ----------------- | --------- | ----------- | ------------------------------------------ |
| Blood Queen Blood Queen | 9. maj 2007       | LACM-4366 | Maxi-single | Intro til animeserien af Aki Misato.       |
| Kneel Down and Lick my Feet (跪いて足をお嘗め, Hizamazuite ashi wo oname) | 13. juni 2007     |           | Maxi-single | Slutsang til animeserien af Ali Project.   |
| Original sin of Aperitif (原罪のAperitif, Genzai no Aperitif) | 22. august 2007   |           | Maxi-single | Af Ayako Kawasumi                          |
| Princess Resurrection Original Soundtrack - Sympathy for the Belonephobia (怪物王女 オリジナル・サウンドトラック Sympathy for the Belonephobia, Kaibutsu Oujo Orijinaru Saundotorakku Sympathy for the Belonephobia) | 3. oktober 2007   |           | Soundtrack  | Soundtrack til animeserien af Ali Project. |
| Monster Princess Drama CD Wandering Princess (怪物王女 ドラマCD 放浪王女, Kaibutsu Oujo Dorama CD Hourou Oujo) | 8. august 2007    | LACA-5689 | Drama-cd    | Hørespil.                                  |
| Princess Deserted House (廃屋王女, Haioku Oujo) | 20. november 2009 |           | Drama-cd    | Hørespil-cd vedlagt mangaens bind 10.      |